# Rhaphuma pictiventris
Rhaphuma pictiventris är en skalbaggsart som beskrevs av J. Linsley Gressitt 1939. Rhaphuma pictiventris ingår i släktet Rhaphuma och familjen långhorningar. Inga underarter finns listade i Catalogue of Life.